# ماریو مارتوس
ماریو مارتوس (انگلیسی: Mario Martos؛ زادهٔ ۱۴ نوامبر ۱۹۹۱) بازیکن فوتبال اهل اسپانیا است.